# Diecezja Rawson
Diecezja Rawson – diecezja rzymskokatollicka w Argentynie stanowiąca sufraganię Metropolii Bahía Blanca.

## Historia
Diecezja została utworzona 19 października 2023 z części terytorium diecezji Comodoro Rivadavia.

## Główne świątynie
- Katedra: Katedra Maryi Wspomożycielki w Trelew

## Biskupi diecezjalni
- Roberto Álvarez (od 2023)